# KC Rebell

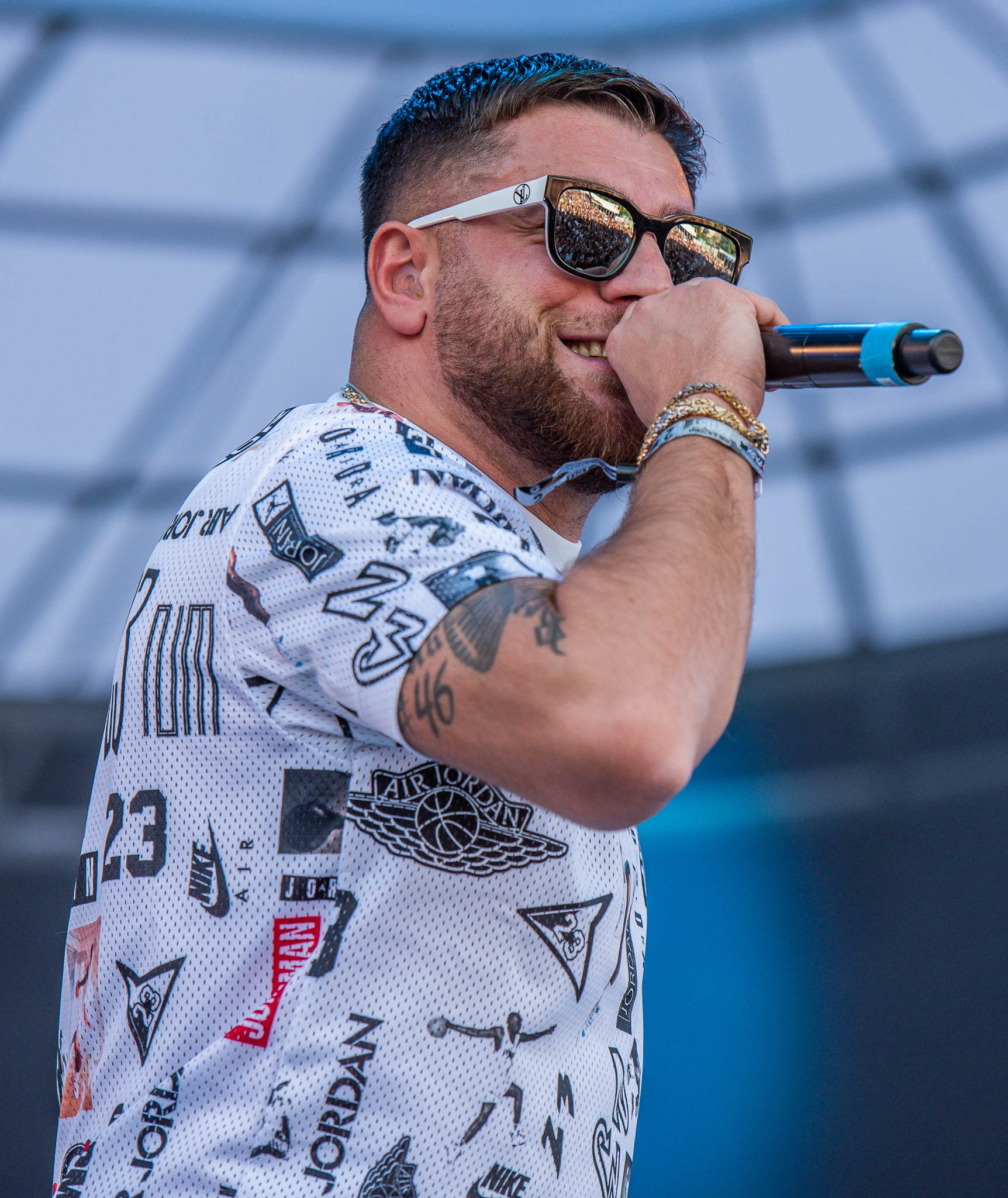
KC Rebell (2019)

KC Rebell (* 26. Januar 1988 in Pazarcık, Türkei; bürgerlich Hüseyin Kökseçen) ist ein deutscher Rapper kurdischer Abstammung.

## Leben und Karriere

### Kindheit und Jugend
Geboren wurde KC Rebell als Sohn kurdischer Eltern in Kahramanmaraş im Osten der Türkei. 1994 zog die Familie nach Magdeburg. Die Zeit in Magdeburg beschreibt er heute als schwierigste Zeit seines Lebens. Als eine von wenigen ausländischen Familien waren diese oft Attacken aus der rechtsextremen Szene ausgeliefert – auch das Wohnheim, in dem die Familie unterkam, wurde Ziel von Brandanschlägen. All dies verarbeitet der Rapper seitdem in seinen Texten.
Von dort aus zog die Familie 2001 weiter nach Essen. In seiner Jugend spielte KC Rebell zeitweise gemeinsam mit Mesut Özil Fußball bei Rot-Weiss Essen.

### Anfänge als Rapper mit SAW und Shrazy Records
Anfang 2006 gründeten KC Rebell und PA Sports gemeinsam das Duo SAW (Schwarz auf Weiß) und veröffentlichen ein Mixtape. Sie tourten 2007 mit Snaga & Pillath durch Deutschland. Im Mai 2009 veröffentlichten die beiden über Shrazy Records ihr Album Kinder des Zorns. Die Zusammenarbeit zwischen SAW und dem Label Shrazy Records lief im Nachhinein nicht wie erhofft, sodass sie nach fünf Monaten das Label verließen.
Ende 2009 veröffentlichte KC Rebell mit PA Sports und Manuellsen die Videosingle Grausam. Zu dieser Zeit stand er bei Pottweiler Entertainment unter Vertrag, bis er sich entschloss, sich seiner Solokarriere zu widmen und im April 2011 zum Plattenlabel von PA Sports Life Is Pain wechselte.

### Signing bei Life is Pain, Derdo Derdo und erste Charterfolge
Am 27. Mai 2011 wurde das Debütalbum Derdo Derdo (kurdisch: „Probleme, Probleme“ oder auch „Seelenschmerz“) von KC Rebell veröffentlicht. 2012 erschien das Album Rebellismus über das Label Wolfpack Entertainment, mit dem er erstmals in die deutschen Albumcharts einstieg.

### Signing bei Banger Musik, kommerzieller Durchbruch und Kollaboration mit Summer Cem
Am 14. März 2013 wurde bekannt gegeben, dass KC Rebell bei dem Label Banger Musik unter Vertrag steht. Kurze Zeit später veröffentlichte er das Album Banger rebellieren. Vom 4. Mai 2014 bis zum 22. Mai 2014 war er auf einer Tour des Labels mit Summer Cem, Majoe & Jasko und Labelchef Farid Bang.
Am 30. Mai 2014 kam mit Rebellution sein zweites Album für Banger Musik heraus. Das Album erreichte Platz 1 der deutschen Albumcharts und war nach Farid Bangs Album Killa das zweite Nummer-eins-Album für das Label.
Vom 12. April 2015 bis zum 22. April 2015 war er auf Tour mit Farid Bang zu dessen neuem Album Asphalt Massaka 3.
Am 12. Juni 2015 erschien das Album Fata Morgana, von dem fünf Musikvideos ausgekoppelt wurden: Fata Morgana (feat. Xavier Naidoo), Alles & Nichts, Augenblick (feat. Summer Cem), Kanax in Tokyo (feat. Farid Bang) und Bist du real (feat. Moé).
Im August 2016 kündigte er sein am 25. November 2016 erscheinendes Album Abstand an.
Am 16. Juni 2017 erschien das Kollaboalbum Maximum mit Summer Cem, das Platz 1 der deutschen Charts erreichte.

### Trennung von Banger Musik und Gründung der Rebell Army
Am 19. Juli 2018 wurde durch den Rapper PA Sports im Rahmen seines Disstracks Guilty 400, sowie durch KC Rebell später selbst bekannt, dass er sein bisheriges Label Banger Musik nach Auslaufen seines Vertrages verlassen hat. KC Rebell gründete stattdessen sein eigenes Label namens Rebell Army, dessen Vertrieb von Universal Music mit dem Labelarm Vertigo Berlin übernommen wird.
Am 19. April 2019 wurde das Album Hasso, das der Rapper seinem verstorbenen Vater widmete, als erstes eigenständiges Release von Rebell Army veröffentlicht. Das Online-Magazin rap.de lobte das Album für „starke Tracks sowie eine Vielzahl an renommiertesten und klug ausgewählten Feature-Gästen“ und den „gut umgesetzten, zeitgemäßen Sound“ sowie die „glaubwürdig vermittelte Lässigkeit“.
Anfang 2020 kündigten KC Rebell und Summer Cem mit Maximum 2 einen Nachfolger ihres gemeinsamen Kollaboalbums an. Begleitend zum Release waren außerdem mit der Maximum Season auch zwei eigene Festivals in Stuttgart und München geplant. Aufgrund der COVID-19-Pandemie konnten die Konzerte nicht stattfinden und die Veröffentlichung von Maximum 2 wurde abgesagt. Stattdessen veröffentlichten die beiden Rapper im Oktober 2020 das gemeinsame Album Maximum 3, das auf Platz 2 der deutschen Charts einstieg.
Im Frühjahr 2021 folgte zudem mit FNFZHN ein weiteres Kollaboalbum mit Summer Cem. Das Album entstand in Zusammenarbeit mit dem Kräuterlikörhersteller Jägermeister. Die Spielzeit der 13 Songs betrug 190 Sekunden, weshalb das Album als kürzestes Album aller Zeiten beworben wurde. Mit der Veröffentlichung von FNFZHN erschien auch ein Musikvideo, in dem die beiden Rapper alle Songs des Albums performen.
Im Juli 2021 gab KC Rebell das erste Signing bei seinem eigenen Label Rebell Army bekannt. Es handelt sich um den Rapper und Produzenten Morpheuz aus Ludwigsburg. Zeitgleich mit dem Signing erschien die erste Single Till I Die auf dem Rebell-Army-Kanal.
Am 21. Januar 2022 veröffentlichte der Rapper mit Rebell Army sein 10. Soloalbum, das sich auf Platz 4 der Charts positionierte.
Aktuell lebt KC Rebell mit seiner Frau und seinen Kindern in Stuttgart.

### Unternehmerische Tätigkeiten
Neben seiner musikalischen Karriere ist KC Rebell seit einigen Jahren auch in diversen Betätigungsfeldern abseits der Musik tätig. Mit der Rebell Lounge eröffnete der Rapper 2014 seine erste Shisha-Bar in Stuttgart. Die Rebell Lounge gilt als eine der bekanntesten Einrichtungen dieser Art und hat mittlerweile Standorte in Stuttgart, Köln und Hamburg.
Als erster deutscher Rapper überhaupt verkaufte KC Rebell ab 2015 unter dem Namen Hasso seinen eigenen Shisha-Tabak in sechs verschiedenen Geschmacksrichtungen. Anschließend gab er bekannt, dass sich sein Unternehmen Rebellshisha die Exklusivrechte an der Shishamarke Wookah sowie den Smokeys-Tabaksorten gesichert habe. Für ihn persönlich sei dies ein „Riesenerfolg“ und es bestehe Interesse daran, sich zukünftig weitere Rechte an Shisha-Produkten zu sichern.

## Kontroverse mit Xatar
KC Rebell geriet Mitte 2016 in einen Streit mit dem Rapper Xatar, nachdem Xatar behauptet hatte, dass KC Rebell sich ein Jahr zuvor seinem Label, Alles oder Nix Records, habe anschließen wollen. KC Rebell dementierte diese Aussage und es folgte ein verbaler Schlagaustausch der beiden Rapper im Internet.
Am 15. August 2016 wurde ein Freund KC Rebells im Belgischen Viertel in Köln von mehreren Männern attackiert und konnte sich nach mehreren Messerstichen und Schädel-, Jochbein- und Kieferbrüchen schließlich in sein Fahrzeug retten. Schüsse sollen auch gefallen sein. Xatar wurde von Zeugen in der Nähe des Tatorts gesehen.
Am 19. August 2016 veröffentlichte KC Rebell seinen Disstrack Dizz da gegen Xatar. Der Titel des Tracks ist eine Anspielung auf Xatars Aussage „Iz da“ (Ist da). KC Rebell rappt in dem Track über die Ereignisse, die zwischen beiden Rappern vorgefallen sein sollen. Außerdem beleidigte er Xatar und ging auf das Privatleben des Rappers ein. Auf die Messerstecherei und die Schießerei ging KC Rebell allerdings nicht ein.
Am 22. August 2016 wurde schließlich bekannt, dass vom Amtsgericht Köln Haftbefehl gegen Xatar erlassen wurde, ebenso wie gegen seine beiden an der Bar beteiligten Geschäftspartner, vor der die Gewaltattacke stattfand. Ihnen wurde die Beteiligung an einem versuchten Totschlag bzw. Verdacht auf versuchten Totschlag bzw. gefährliche Körperverletzung vorgeworfen. Zwei der drei Gesuchten stellten sich am 22. August der Polizei in Köln. Xatar stellte sich dort am 23. August 2016 der Polizei. Gegen Kaution und Meldeauflagen blieb er auf freiem Fuß. Den Ermittlungen zufolge war Xatar nicht unmittelbar an der Tat beteiligt, es wird jedoch weiterhin wegen Verdachts der Beteiligung an einem versuchten Totschlag gegen ihn ermittelt.
Am 16. Februar 2017 erklärte Xatar via Facebook, dass er auf den Disstrack nicht antworten werde und stattdessen auf eine friedliche Lösung der Streitereien pocht, hinzufügend entschuldigte er sich für die vorhergehenden, verbalen Attacken gegenüber KC Rebell. Am darauffolgenden Tag äußerte sich KC Rebell zu diesem Statement und beendete auch von seiner Seite den Beef und nahm dementsprechend den Disstrack Dizz da von YouTube herunter.

## Diskografie
Studioalben

| Jahr | Titel Musiklabel                       | Höchstplatzierung, Gesamtwochen, AuszeichnungChartplatzierungen (Jahr, Titel, Musiklabel, Platzierungen, Wochen, Auszeichnungen, Anmerkungen) | Höchstplatzierung, Gesamtwochen, AuszeichnungChartplatzierungen (Jahr, Titel, Musiklabel, Platzierungen, Wochen, Auszeichnungen, Anmerkungen) | Höchstplatzierung, Gesamtwochen, AuszeichnungChartplatzierungen (Jahr, Titel, Musiklabel, Platzierungen, Wochen, Auszeichnungen, Anmerkungen) | Anmerkungen                                                 |
| Jahr | Titel Musiklabel                       | DE | AT | CH | Anmerkungen                                                 |
| ---- | -------------------------------------- | --- | --- | --- | ----------------------------------------------------------- |
| 2011 | Derdo Derdo Life Is Pain Entertainment | — | — | — | Erstveröffentlichung: 27. Mai 2011                          |
| 2012 | Rebellismus Wolfpack Entertainment     | DE33 (1 Wo.)DE | — | CH97 (1 Wo.)CH | Erstveröffentlichung: 1. Juni 2012                          |
| 2013 | Banger rebellieren Banger Musik        | DE2 (3 Wo.)DE | AT5 (3 Wo.)AT | CH6 (2 Wo.)CH | Erstveröffentlichung: 3. Mai 2013 Verkäufe: + 40.000        |
| 2014 | Rebellution Banger Musik               | DE1 (12 Wo.)DE | AT3 (5 Wo.)AT | CH2 (7 Wo.)CH | Erstveröffentlichung: 30. Mai 2014 Verkäufe: + 85.000       |
| 2015 | Fata Morgana Banger Musik              | DE1 Gold · (13 Wo.)DE | AT1 (7 Wo.)AT | CH1 (11 Wo.)CH | Erstveröffentlichung: 12. Juni 2015 Verkäufe: + 100.000     |
| 2016 | Abstand Banger Musik                   | DE1 Gold · (23 Wo.)DE | AT4 (5 Wo.)AT | CH1 (7 Wo.)CH | Erstveröffentlichung: 25. November 2016 Verkäufe: + 100.000 |
| 2019 | Hasso Rebell Army                      | DE1 (20 Wo.)DE | AT4 (16 Wo.)AT | CH1 (9 Wo.)CH | Erstveröffentlichung: 19. April 2019                        |
| 2022 | Rebell Army                            | DE4 (3 Wo.)DE | AT18 (2 Wo.)AT | CH19 (2 Wo.)CH | Erstveröffentlichung: 20. Januar 2022                       |
| 2023 | Galgen Rebell Army                     | DE63 (1 Wo.)DE | — | — | Erstveröffentlichung: 15. Juni 2023                         |

## Auszeichnungen
Hiphop.de Awards
- 2015: Bestes Video National für Fata Morgana (mit Xavier Naidoo)[38]